# Acrobasis diversicolor
Acrobasis diversicolor is een vlinder van de familie van de snuitmotten (Pyralidae). De wetenschappelijke naam van deze soort is voor het eerst voorgesteld door Émile Louis Ragonot in een publicatie uit 1893.
De soort komt voor in Zuid-Afrika.